# Teatr Niewidzialnych Dzieci
Teatr Niewidzialnych Dzieci – powieść dla młodzieży Marcina Szczygielskiego wydana przez Instytut Wydawniczy Latarnik w 2016 r.

## Fabuła
Część I, Młody Las – Rok 1981. Dziesięcioletni Michał od trzeciego roku życia mieszka w domach dziecka na Śląsku. Jego rodzice zginęli w wypadku, a babcia, która opiekowała się później chłopcem, zmarła. Michał początkowo mieszkał w Domu Małego Dziecka w Rybniku, a gdy skończył siedem lat, został przeniesiony do Domu Dziecka „Młody Las” w Siemianowicach Śląskich. Wrażliwy chłopiec wydaje się dość dobrze przystosowany się życia w placówkach opiekuńczych – barwnie i z humorem opowiada o rządzących nimi regułach – ale jednocześnie jest zamknięty w sobie i wystrzega się ze wszystkich sił jakiegokolwiek emocjonalnego zaangażowania w relacjach z opiekunami i innymi wychowankami. Dwie najbliższe mu osoby w „Młodym Lesie” to wychowawczyni Jola i kolega z grupy, Kiwaczek. Michał świadomie pozwala sobie na bliższe relacje z nimi, bo uważa te kontakty za „bezpieczne”: wychowawczyni jest niezwykle otyła (nikt nie zaproponuje jej lepszej pracy, bo ludzie niezbyt lubią grube osoby), a kolega opóźniony w rozwoju (pewnie zostanie w »Młodym Lesie« dłużej, niż ja). Michał opowiada o swoich idolach (na pierwszym miejscu jest Mirosław Hermaszewski), a przy okazji kreśli tło historyczne epoki schyłku PRL-u z niekończącymi się kolejkami przed sklepami i solidarnościowym zrywem. Pewnego dnia okazuje się, że ciocia Jola i Kiwaczek znikają z „Młodego Lasu” – ona otrzymuje jednak lepszą propozycję pracy, a kolega zostaje odesłany do matki. Świat Michała rozpada się jak domek z kart. Chłopiec przechodzi załamanie nerwowe, trafia pod opiekę lekarzy. Z pomocą przychodzi mu była wychowawczyni Jola, która organizuje przeniesienie chłopca do innego, bardziej rodzinnego domu dziecka położonego pod Lublinem. Michał prosto ze szpitala wyjeżdża do „Dębowego Lasu”.
Część II, Dębowy Las – Nowa placówka okazuje się zupełnie inna od tych, które wcześniej poznał Michał. Oprócz niego mieszka w niej jedynie dziesięciu innych wychowanków, a relacje z opiekunami są przyjacielskie. Wkrótce po przybyciu Michała do „Dębowego Lasu” zjawia się w nim także Sylwia, czternastoletnia, nieco egzaltowana wielbicielka teatru. Sylwia wkrótce zaraża swoją miłością do teatru kolegów i koleżanki – razem zakładają amatorski „Teatr Niewidzialnych Dzieci”, a na czele trupy staje Sylwia. Michałowi zostaje powierzona rola dramaturga – ma stworzyć tekst pierwszej sztuki, którą dzieci wystawią w „Dębowym Lesie”. Powstaje spektakl Solidarność Niewidzialnych, czyli zwycięstwo, a jego premiera zostaje wyznaczona na 13 grudnia 1981 r. Rankiem tego dnia dzieci budzą się w „Dębowym Lesie” same – okazuje się, że ich opiekunka zniknęła w nocy, prawdopodobnie została aresztowana. Z telewizji dowiadują się, że w Polsce został wprowadzony stan wojenny. Dzieciom trudno jest pojąć, co właściwie oznacza ten komunikat, ale jasnym się staje, że muszą odwołać premierę. Sylwia jednak nie daje za wygraną i postanawia, że spektakl zostanie wystawiony kilka dni później na lubelskim placu Po Farze. Wychowankowie wyruszają z dekoracjami, kostiumami i rekwizytami do miasta, instalują scenę i rozpoczynają przedstawienie. Jednak efekt jaki wywołuje spektakl okazuje się zupełnie inny, niż spodziewali się młodzi twórcy „Teatru Niewidzialnych Dzieci” i na zawsze zmienia ich losy.

## Przesłanie
Obraz życia młodych wychowanków domów dziecka w powieści staje się paralelą życia obywateli naszego kraju w epoce PRL-u.

## Przekaz historyczny
Powieść Teatr Niewidzialnych Dzieci przedstawia niezwykle realistyczny, drobiazgowy obraz życia małych mieszkańców polskich domów dziecka na przełomie lat 70. i 80. z punktu widzenia jednostki uwikłanej w obowiązujący w nich system opieki. Młody czytelnik poznaje nie tylko realia placówek, ale też dowiaduje się, jaki efekt wywierały na psychikę wychowanków i jak wpływały na kształtowanie się ich osobowości. W szerszym kontekście powieść przybliża czytelnikom historię schyłku komunizmu w Polsce – w szczególności kulminacyjny jej moment, jakim stało się wprowadzenie stanu wojennego, obserwowanego tu i relacjonowanego przez dzieci, nie do końca świadome kontekstu politycznego wydarzenia. Z recenzji Joanny Olech, zamieszczonej na IV okładce książki:

Wzruszenie i komiczna groteska konkurują ze sobą na przemian w tej książce. Autor pozwala swoim młodym czytelnikom zajrzeć w realia Polski minionej i w niełatwą egzystencję dziecka z „bidula”.

## Nagrody i wyróżnienia
- 2016 – I Nagroda w IV edycji Konkursu Literackiego im. Astrid Lindgren na współczesną książkę dla dzieci i młodzieży[10][11]
- 2016 – Wyróżnienie w literackim konkursie Książka Roku IBBY 2016[12].
- 2017 – Nagroda Główna w IX Konkursie Literatury Dziecięcej im. Haliny Skrobiszewskiej (ex aequo z powieścią Klątwa dziewiątych urodzin) i umieszczenie tytułu na Liście Skarbów Muzeum Książki Dziecięcej[13].
- 2017 – 24. Ogólnopolska Nagroda Literacka im. Kornela Makuszyńskiego – Nagroda Czytelników oraz Wyróżnienie[14].
- 2019 – Nagroda Specjalna Dziecko jest najważniejsze w literackim konkursie Książka Roku IBBY 2019[15].

## Przekłady na języki obce
- Bułgaria, 2019 – Театърът на невидимите деца, tłumaczenie: Lina Vassileva, wydawnictwo Trud, ISBN 978-954-3986-06-4[16]

- Język łużycki, 2019 – Dźiwadło njewidźomnych dźěći, tłumaczenie: Jan Měškank, wydawnictwo Domowina-Verlag GmbH, ISBN 978-3-7420-2542-5[17]

- Rosja, 2021 * Театр невидимых детей), tłumaczenie: Ирина Адельгейм, wydawnictwo Albus Corvus[18]

- Ukraina, 2018 – Театр Невидимих Дітей, tłumaczenie: Bożena Antoniak, wydawnictwo Urbino, ISBN 978-966-2647-53-2[19]

## Informacje dodatkowe
W powieści wymieniane są i przybliżane młodym czytelnikom takie postaci historyczne, jak Janusz Korczak, Anton Makarenko, Włodzimierz Lenin, Edward Gierek, Wojciech Jaruzelski i Lech Wałęsa, a także osoby funkcjonujące na początku lat 80. w masowej świadomości Polaków – Mirosław Hermaszewski, Izabela Trojanowska, czy Zbigniew Boniek.
18 listopada 2023 r. w szczecińskim Teatrze Lalek „Pleciuga” odbyła się premiera adaptacji scenicznej książki. Spektakl  Teatr Niewidzialnych Dzieci wyreżyserował Przemysław Jaszczak a scenicznej adaptacji powieści podjęła się Magdalena Miklarz.